# Taille au marc
La taille au marc est la quantité ou nombre de pièces de monnaie taillées dans un marc d'alliage au titre (ou aloi) légal,.
Le rapport entre le nombre de pièces taillées dans un marc et le titre, est appelé pied de monnaie.

## Explication
Sous l'Ancien Régime, le marc monétaire est une unité de poids en rapport avec une masse de métal, ici précieux (or et argent). L'étalon utilisé pour les monnaies royales était le « marc de Paris » et équivalait à 244,752 g (moins d'un quart de notre kilogramme) et se déclinait en poids de marc. Dans le cas d'un marc de Paris d'or, on a en principe 100 % d'or contenu dans le lingot monétaire, mais dans la pratique des ateliers de frappe, au fil des siècles, les choses ne se passaient pas ainsi. Par ailleurs, la valeur numérique ou le poids d'une monnaie ne sont, à cette époque, que rarement indiquée sur la pièce.

## Exemple
En France, sous l'Ancien Régime, la taille au marc du louis d'or est fixée en 1640 à 36 ¼, c'est-à-dire que l'on obtient 36 louis et qu'il en reste une petite partie qui va être refondue pour la prochaine frappe. Mais cette taille obéit à un décret-loi qui fixe non seulement le nombre de pièces à tailler, mais également la valeur de l'unité de compte, ici la livre tournois, par son équivalent en poids d'or. Ce poids est en 1640 de 0,620 g d'or pur par livre. Autrement dit, si l'on prend le poids du marc parisien, soit 244,752 g et qu'on lui retire le poids des 36 louis pesant chacun 6,753 g, on obtient un reliquat de 1,68 g. Le louis d'or fabriqué à partir de la fin du règne de Louis XIII forme un alliage d'une grande pureté, soit 920 millièmes d'or par carat (92 % d'or pur). Au cours des décennies suivantes, le taille diminue ou augmente en fonction des circonstances financières, et a varié jusqu'en 1785. Portée à 30 en 1709, elle est fixée à 40 en 1716 puis à 25 en 1718 et à 37 ½ en 1723. Ramenée à 30 en 1726, elle est fixée à 32 en 1785.